# Media Records
Media Records was een Italiaanse platenfirma die tussen 1986 en 2006 actief was. De eigenaar van het label was Gianfranco Bortolotti (1959). Het label was gespecialiseerd in dancemuziek en kenmerkte zich door een fabrieksmatige aanpak met een veelvoud aan projecten die door hele productieteams werden uitgewerkt. Media Records beleefde zijn grootste successen met namen als Cappella, Mario Più, Mauro Picotto en Gigi d'Agostino. Ook beheerde het een groot aantal sublabels, waarvan BXR en Nukleuz de bekendste waren. Media Records heeft door zijn werkwijze en de grote hoeveelheid platen een belangrijke stempel op de Italiaanse dancemuziek gezet.

## Oprichting
Het label werd in 1986 opgericht door de Italiaanse Gianfranco Bortolotti uit Brescia. Bortolotti was actief in de italodisco. Zo was hij in 1983 betrokken bij de hit Do it again meets Billie Jean van Clubhouse. Hij richtte het label op om deze platen te kunnen uitbrengen. Een jaar later wijzigde hij zijn koers echter. In de opkomst van housemuziek zag hij grote kansen. Hij werd een van de aanjagers van de Italo House. Zelf startte hij het houseproject Cappella. Een ander project waar hij zelf bij betrokken was, is 49ers, dat in 1990 een hitje had met Touch me.

## Strategie
De strategie van Media Records was het werken met concepten. Teams van anonieme producers produceerden platen waar een act omheen werd bedacht. De act bestonden uit ingehuurde vocalisten die het gezicht naar de buitenwereld waren. Daarmee kon snel ingespeeld worden op nieuwe trends in de dancemuziek zonder de bagage van een bestaand imago mee te moeten dragen. Zo konden acts eenvoudig worden opgestart en weer worden stilgelegd. De producers konden door onzichtbaar te blijven iedere keer blanco beginnen met iets nieuws. Bortolotti verzamelde een groot producerteam om zich heen waarmee hij grote hoeveelheden platen produceerde. Enkele namen waren Pieradis Rossini, Bruno Guerrini, Alessandro Pasinelli, Luca Cittadini, Lorenzo Carpella en Antonio Puntillo.
Begin jaren negentig oogstte Media Records enkele successen. Zo was er het project East Side Beat, dat de hitlijsten haalde met Ride like the wind (1991) en Alive & Kicking (1992). Andere voor het label belangrijke platen van die tijd waren We gonna get (1991) van R.A.F. en Movin' (1992) van Fargetta. Een ander belangrijk strategisch element van de werkwijze van Media Records was dat er bij singles altijd veel remixen werden gemaakt. Op die manier was er voor iedere dj wel een mix die in de draaistijl zou passen.

## Succesprojecten
Grote verkoopsuccessen had Media Records halverwege de jaren negentig met Cappella. Het album U got 2 know en de bijbehorende singles waren goed voor flinke verkoopcijfers. Cappella was de eerste grote naam die onder dit label muziek uitbracht. Naar buiten traden een rapper en een zangeres, terwijl Bortolotti zelf op de achtergrond bleef.
Nadat het succes voor Cappella was uitgedoofd, koos Media Records voor een persoonlijker aanpak. In de periode van 2000 tot 2002 werden de producers Mario Più (Communication, The Vision), Mauro Picotto (Pulsar, Komodo, Proximus, Like this like that, Back to Cali) en Gigi d'Agostino (La Passion, L'Amours Toujours, The Riddle) als zichtbare artiesten geprofileerd. Dat leverde een grote hoeveelheid hits op.
In de loop der jaren bouwde Bortolotti het label uit tot een grote organisatie. Het hoofdkantoor in Brescia beschikte op een gegeven moment over tien studio's. Er werden kantoren geopend in meerdere landen. In Hilversum werd een Beneluxkantoor geopend. Er werden ook steeds meer sublabels opgericht of opgekocht. Zo werd BXR de divisie voor techno en hardhouse. Het label Nukleuz bracht ook hardhouse en richtte zich met name op de Engelse markt. In 2001 kocht Media Records ook het houselabel UMM van de Visnadi-broers.

## Ontbinding
In 2006 ging Media Records ter ziele. Het bedrijf werd in stukken gesplitst en de succesvolle delen, zoals Nukleuz en BXR, werden verzelfstandigd verkocht. In 2009 nam het Duitse Zyx Records de overgebleven delen van de catalogus over. Bortolotti had zich in 2002 al teruggetrokken uit Media Records om zich op een andere passie te richten: die van de architectuur. Hij ontwierp een aantal huizen. Ook werkte hij een tijd bij Zyx Records als directeur.
In 2012 besloot Bortolotti weer een platenlabel voor zichzelf te beginnen. Hij begon Media Songs, dat zich ging richten op de verkoop van muziek via het internet. Daarop verschenen ook weer singles van Cappella en 49ers.